# Donald (жевательная резинка)
Donald — жевательная резинка со вкусом тутти-фрутти нидерландской компании «Maple Leaf». Производилась с 1964 по 1989 годы в разных видах обертки, содержала вкладыши с забавными историями персонажей мультфильмов компании "Walt Disney". Помимо Дональда Дака, в историях также фигурируют Микки Маус, Минни, Дейзи, а также Гуфи и Плуто. Истории не нумеруются. Были невероятно популярными среди детей, подростков и взрослых позднего СССР, стран СНГ и Польши в конце 1980-х — начале 1990-х годов. Вкладыши "Donald" являются объектами коллекционирования и остаются популярными по сегодняшний день. Сохранившиеся немногочисленные экземпляры жвачек, которые приобрели высочайшую ценность для коллекционеров, все ещё можно купить на eBay. Некоторые лоты доходят до 170 - 200 долларов за штуку, вкладыши по 10 - 15, за большие коллекции просят до 400.

## История
В 1956 году в Амстердаме компания "Maple Leaf" завершила строительство завода по производству жевательной резинки. Её Руководители — Роберт Маркус и его брат — зарегистрировали первый голландский бренд жевательной резинки "Maple Leaf" ("Кленовый лист"). 
В 1964 был выпущен первый образец "Donald'а", в дальнейшем неоднократно менялся дизайн обертки, но вкус и аромат жвачки практически остался неизменным. 
В 1966 была выпущена схожая с "Donald" по дизайну и вкусу жевательная резинка "Fix und Foxi". Маркусу удалось договориться с компанией "Disney" и приобрести права на использование персонажей и их имён для нанесения на обертку и создание серий вкладышей для новой жевательной резинки. Последние партии жевательной резинки были выпущены в декабре 1989 года и продавались вплоть до истечения срока годности (до 1992 - 1993 года).